# Ludeștii de Jos
Ludeștii de Jos – wieś w Rumunii, w okręgu Hunedoara, w gminie Orăștioara de Sus. W 2011 roku liczyła 263 mieszkańców.